# Astra Airlines
Astra Airlines fut une compagnie aérienne grecque, dont le siège était à Thessalonique.

## Historique
La compagnie Astra Airlines fut fondée en 2008. Elle a cessé ses opérations en novembre 2019.

## Destinations
La compagnie Astra Airlines s'est spécialisée dans les vols internes, de l'Europe centrale et orientale.

## Flotte
Au 17 décembre 2020, la flotte de Astra Airlines se compose de :
La compagnie a également exploité dans son histoire l'Airbus A320-200 et le Boeing 737-400.

## Galerie

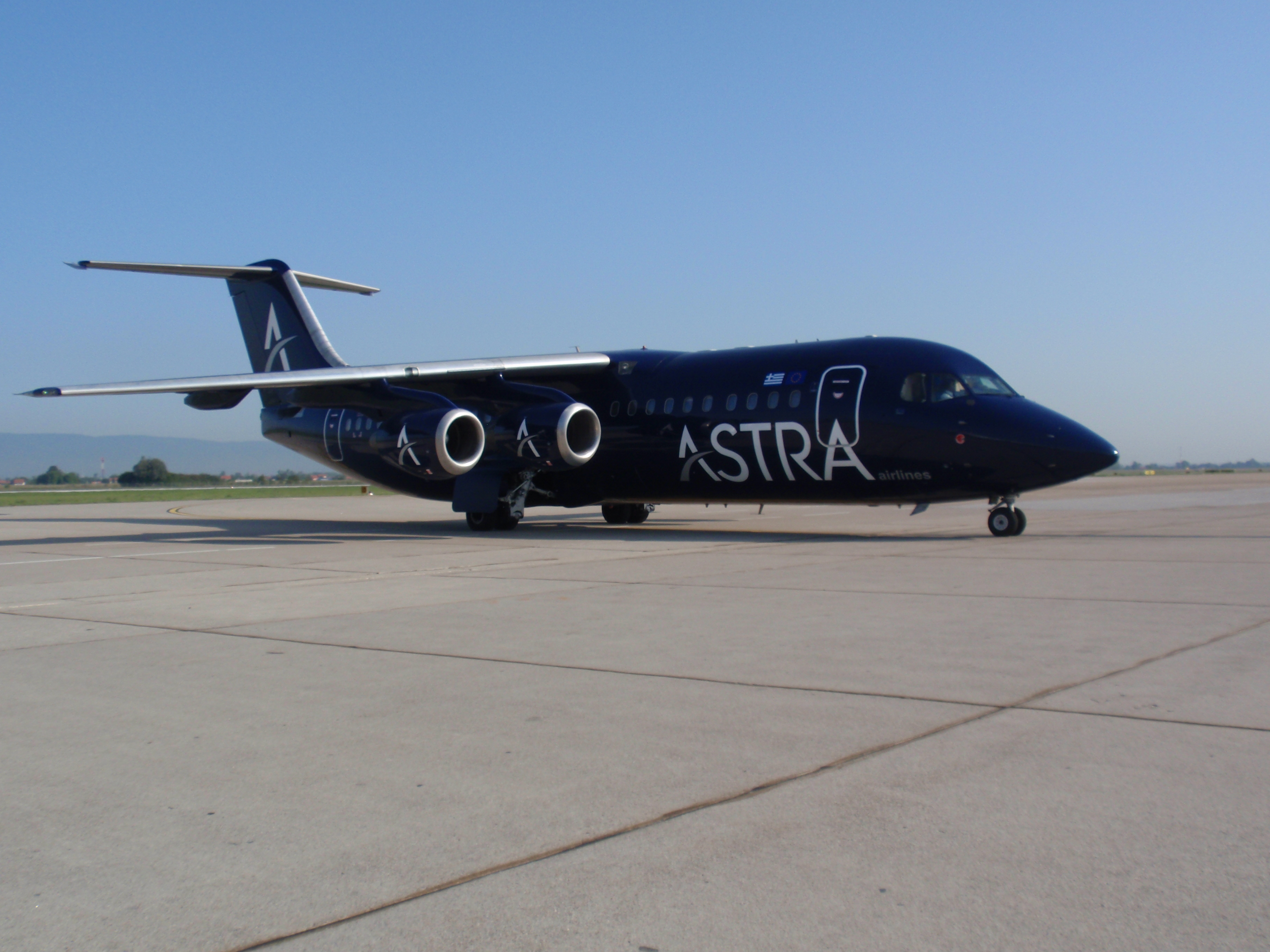
BAe 146-300 d'Astra Airlines (2008)
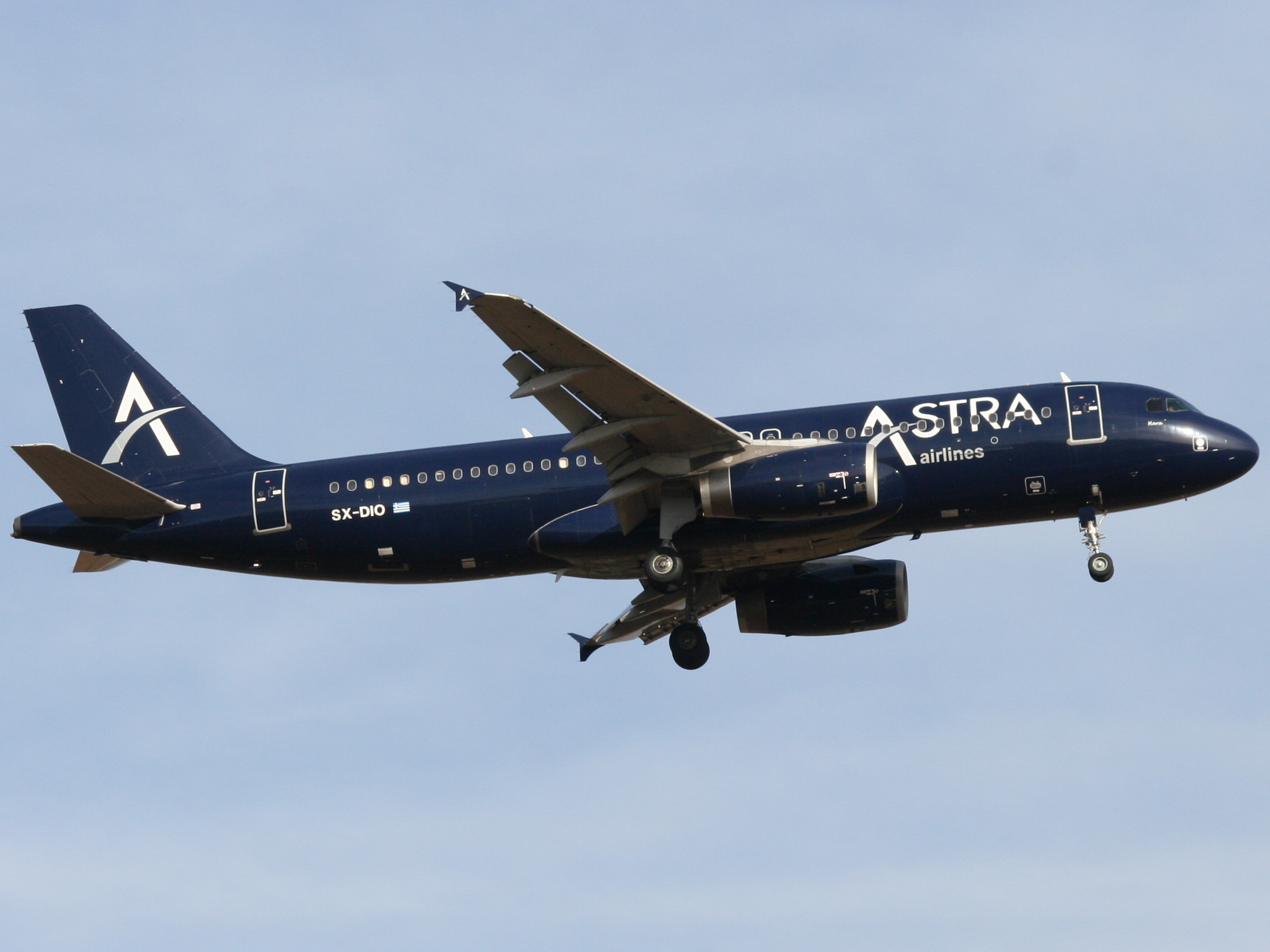
Un Airbus A320 d'Astra Airlines
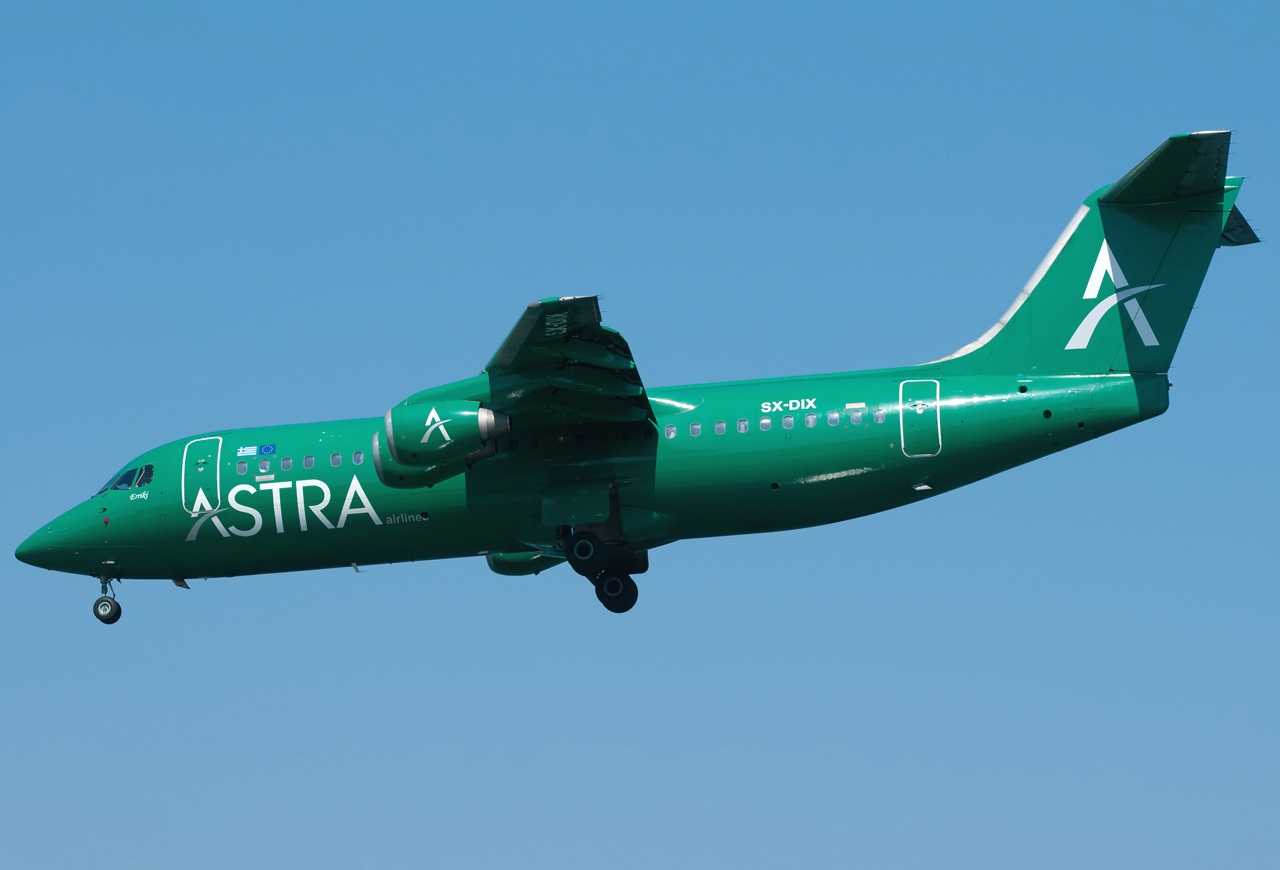
BAE-164 d'Astra Airlines
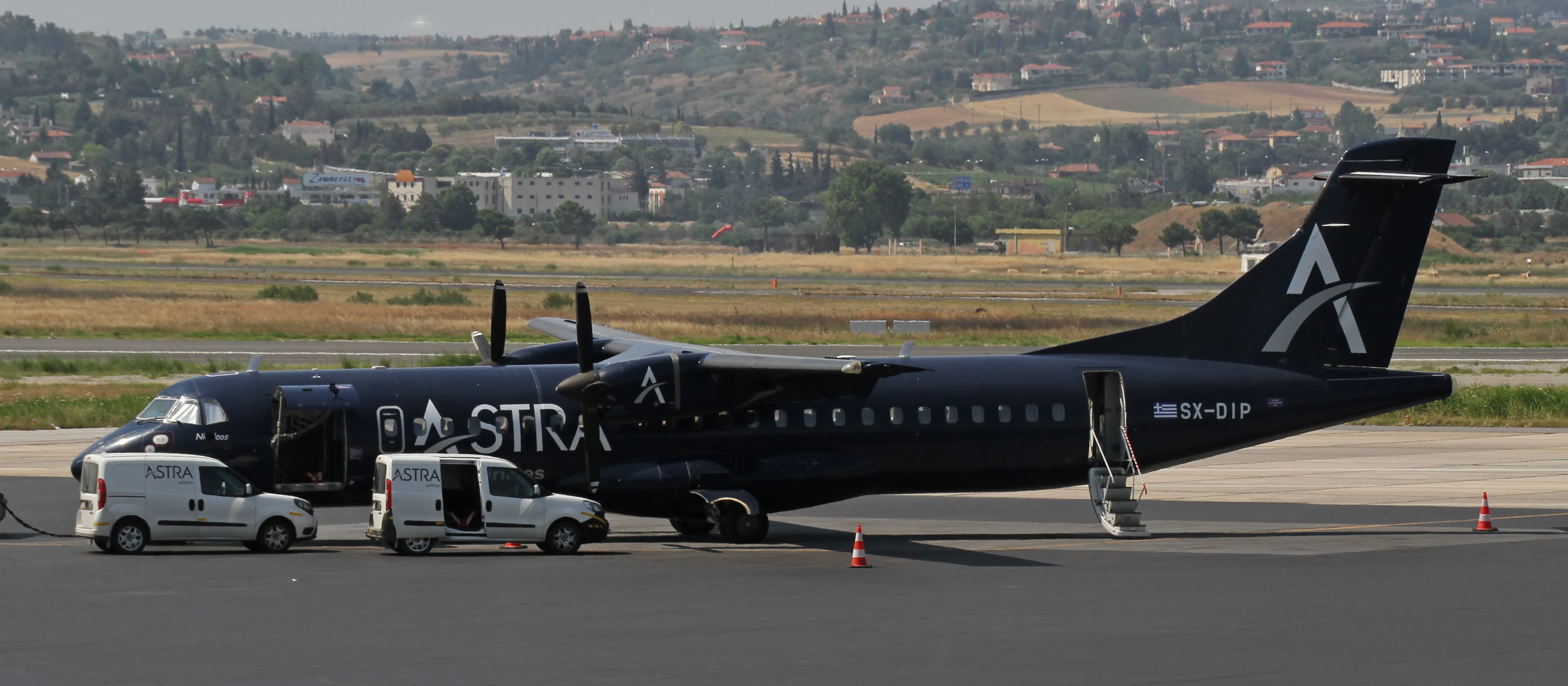
ATR 72-200 d'Astra Airlines